# Старий Джевич
Старий Джевич (пол. Stary Drzewicz) — село в Польщі, у гміні Віскітки Жирардовського повіту Мазовецького воєводства.
Населення — 69 осіб (2011).
У 1975-1998 роках село належало до Скерневицького воєводства.

## Демографія
Демографічна структура станом на 31 березня 2011 року:
|          | Загалом | Допрацездатний вік | Працездатний вік | Постпрацездатний вік |
| -------- | ------- | ------------------ | ---------------- | -------------------- |
| Чоловіки | 39      | 7                  | 25               | 7                    |
| Жінки    | 30      | 3                  | 16               | 11                   |
| Разом    | 69      | 10                 | 41               | 18                   |